# 美国电影摄影师协会
美国电影摄影师协会(American Society of Cinematographers，ASC) 是1919年在好莱坞成立的一个與电影摄影和攝影指導有關的文化、教育的美國專業協會。它既不是工会也不是行会。 
只有电影摄影师和特效监制才能成为美国电影摄影师协会会员。 成為會員的基本要求還包括在过去八年中担任至少五年的摄影指导，並且要具有很高的专业声誉，并且得到三位现役或退休的美国电影摄影师协会會员的推荐。 